# Tramvaje Graz série 50–55 (Brno)

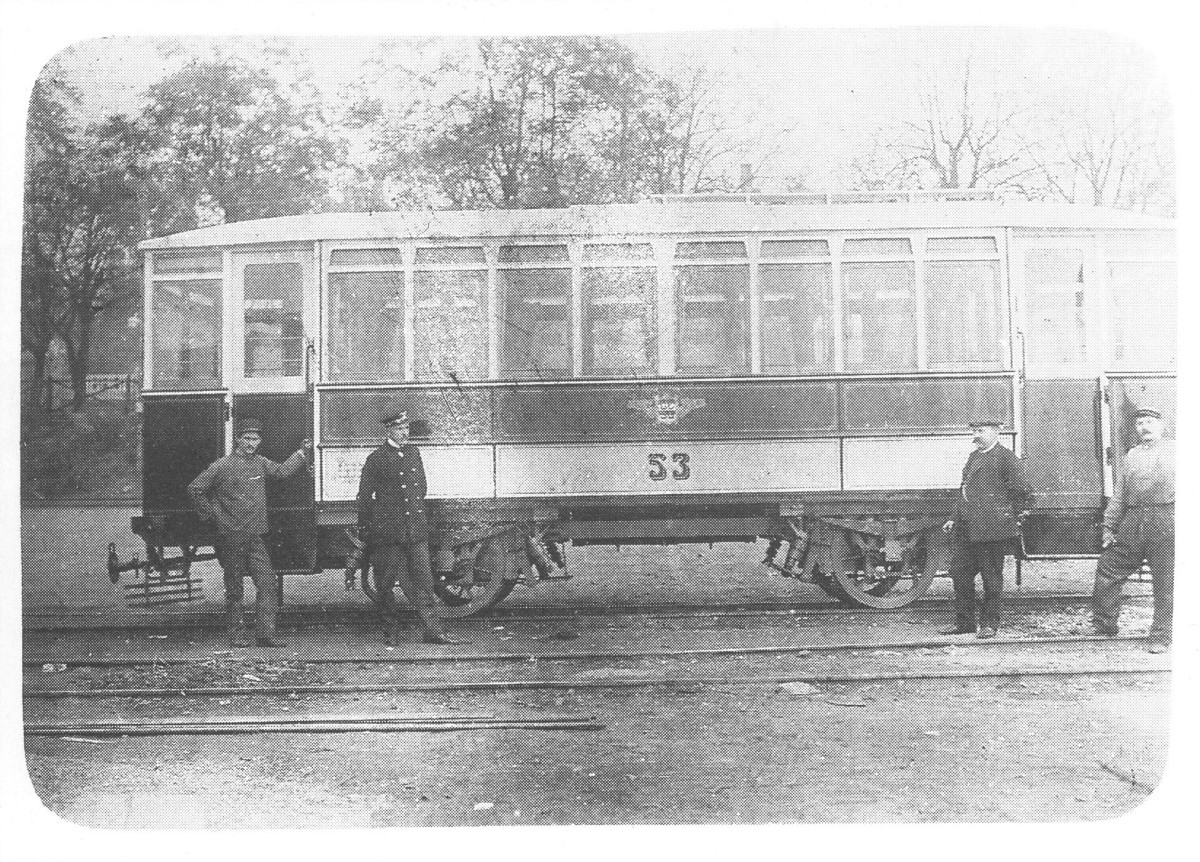
Vůz č. 53 před kompletací na přelomu let 1911 a 1912

Tramvaje Graz série 50–55 jsou typ dvounápravové obousměrné tramvaje, vyrobené v roce 1911 podnikem Grazer Waggon- & Maschinen-Fabriks-Aktiengesellschaft vorm. Joh. Weitzer ve Štýrském Hradci pro Společnost brněnských elektrických pouličních drah.

## Konstrukce
Skříň vozu měla podobnou konstrukci jako dříve dodané štýrskohradecké vozy ev. č. 1–41 z let 1899–1900, byla však podstatně širší (2500 mm oproti 2070 mm u série 1–41). Lišila se také absencí větracího nástřešku a zcela uzavřenými plošinami. Skříň vozu tedy měla základnu v podobě ocelového roštu a dřevěnou kostru, vně oplechovanou. Střecha byla tvořena z dřevěných palubek pokrytých plátnem. Vstupy na plošiny byly zajištěny posuvnými dveřmi. Samotný salón pro cestující byl od plošin oddělen pomocí dřevěných přepážek s posuvnými dveřmi. Stejná přepážka také rozdělovala salón pro cestující na dvě stejné části. V interiéru se nacházely příčné lavice s uspořádáním 2+2, nad nimi police na zavazadla. Větrání zajišťovala malá výklopná okénka v horní části okenních otvorů. Okna byla poměrně malá, v každé bočnici jich bylo osm. Další odlišností od dříve dodaných vozů byl pojezd. Ten neměl klasický podvozek, ale skládal se ze samostatných náprav uchycených rozsochami přímo ke skříni. Elektrickou výzbroj dodala firma AEG. Rozjezdový a brzdový odporník se nacházel pod podlahou. Kontroléry typu B6-30 měly devět jízdních stupňů (pět pro sériové a čtyři pro paralelní zapojení motorů) a šest stupňů elektrodynamické brzdy. Vozy byly jako jediné v Brně vybaveny tlakovzdušnou průběžnou brzdou. Odběr proudu zajišťoval tyčový sběrač s kladkou. Osvětlení bylo žárovkové, vždy s pěti 120voltovými žárovkami zapojenými do série.
V průběhu provozu byly vozy upraveny. Na přelomu 10. a 20. let 20. století byla spodní část skříně obložena dřevěnými peřejkami. V letech 1925–1928 byly motory typu U 104 s výkonem 29,5 kW z důvodu nízkého výkonu při brzdění vyměněny za typ DU 158 s výkonem 40,5 kW, také tlakovzdušná brzda byla nahrazena solenoidovou. Tyčový sběrač byl ve 30. letech vyměněn za lyru, a ta po druhé světové válce za pantograf. Ve druhé polovině 50. let 20. století byla malá boční okna nahrazena většími, v každé bočnici tak byly čtyři místo původních osmi.

## Dodávky tramvají
V roce 1911 bylo vyrobeno celkem 6 vozů tohoto typu.
| Současný stát | Město | Článek | Roky dodávek | Počet vozů | Evidenční čísla při dodání | Poznámky | Zdroj |
| ------------- | ----- | ------ | ------------ | ---------- | -------------------------- | -------- | ----- |
| Česko         | Brno  | článek | 1912         | 6          | 50–55                      |          | [ 4 ] |

## Provoz
Tramvaje č. 50–55 tvořily první rozšíření brněnského vozového parku od roku 1904. Šestice vozů byla vyrobena v roce 1911 a do Brna dodána počátkem roku 1912. Oproti všem předchozím tramvajím měly podstatně větší šířku, takže mohly být nasazovány výhradně na linku 1 (Královo Pole – Pisárky), která byla uzpůsobena pro nákladní provoz se širokými železničními vagóny. Ve 30. letech 20. století bylo využití těchto tramvají nízké, důvodem byly rozsáhlé dodávky nových vozů. Série 50–55 byla využívána na vložené vlaky linek 1 a 6, případně i při zvýšeném počtu cestujících. Za druhé světové války jezdily tyto vozy převážně na posilové lince B a na vložených vlacích. V provozu se udržely v provozu do roku 1945, kdy s výjimkou vozu č. 52 všechny shořely při požáru vozovny Pisárky. Vůz č. 52 zůstal i po válce v osobní dopravě, v roce 1950 při hromadném přečíslování získal č. 13 a jezdil na kyvadlové lince od Ústředního hřbitova do Horních Heršpic. V roce 1964 přešel do služebního stavu a nesl číslo 817. Roku 1967 byl vyřazen a jeho skříň prodána soukromníkovi.
Od roku 1945 byl vůz č. 52 jediným existujícím zástupcem své série. Při vytváření sbírky vozidel MHD byla jeho skříň nalezena na poli u Přízřenic. Po dohodě s majitelkou ji v roce 1971 získalo Technické muzeum v Brně, které na místo přivezlo skříň jiné tramvaje. Vůz č. 52 byl následně během roku 1972 renovován v Ústředních dílnách Dopravního podniku města Brna do stavu po vyrobení. Výjimkou je lyrový sběrač (osazený až ve 30. letech) a absence tlakovzdušné brzdy (odstraněné ve 20. letech). Součásti pojezdu a trakční motory byly získány z kropicího vozu č. 1, při jehož stavbě ve 20. letech byly využity právě motory původem ze série 50–55, jež získala motory výkonnější.